# БТА
43°38′49″ пн. ш. 41°26′26″ сх. д. / 43.64682° пн. ш. 41.44045° сх. д.

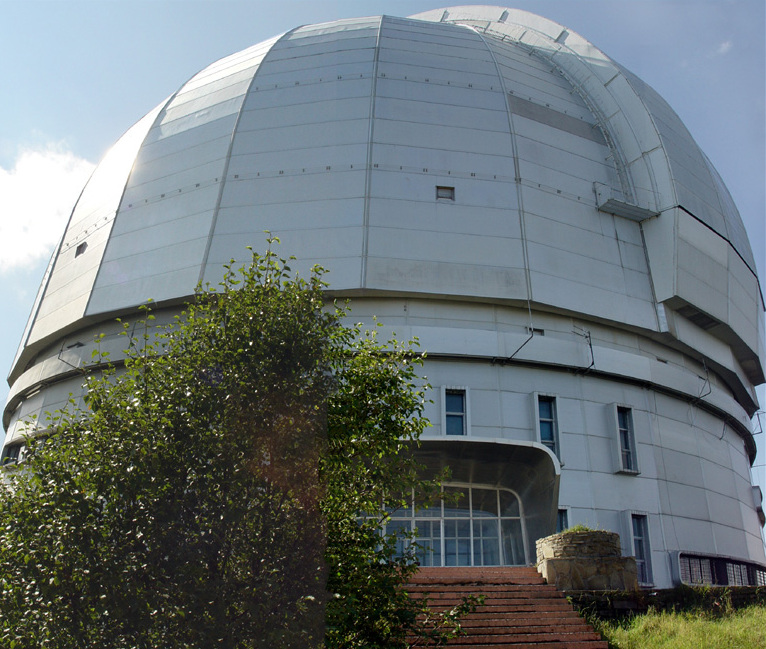
Купол обсерваторії, в якому встановлено БТА

БТА (абревіатура від рос. Большой Телескоп Азимутальный) — великий азимутальний телескоп із діаметром дзеркала 6 метрів. Споруджений 1975 року в СРСР і на той час був найбільшим оптичним телескопом у світі. Встановлений у Спеціальній астрофізичній обсерваторії на Північному Кавказі, неподалік станиці Зеленчуцька на висоті 2070 м, на плато поблизу гори Пастухова. Географічні координати: широта 43°39'12" і довгота 41°26'30".
До того найбільшим був телескоп Хойла з діаметром дзеркала 5 м, що розташований у Паломарській обсерваторії (США).
Однак попри більший розмір дзеркала, БТА так і не вдалося подолати телескоп Хойла за роздільною здатністю. Зокрема це сталося внаслідок проблем із головним дзеркалом, низької точності системи наведення та недостатньої потужності кліматичної системи.
Щоправда, більша площа дзеркала дозволяє спостерігати тьмяніші об'єкти (до 26 зоряної величини), а також здійснювати спектроскопічні дослідження, зокрема, з використанням ешелле, що не потребують високої роздільної здатності. У цих напрямках на БТА досягнуто значних результатів.

## Унікальність конструкції
Головним конструктором телескопа був Баграт Костянтинович Іоаннісіані. У процесі проектування було вирішено застосувати азимутальне монтування телескопа (замість розповсюдженого тоді екваторіального) завдяки чому телескоп і отримав назву азимутальний.
Як засвідчила подальша експлуатація, вибір такої схеми монтування виявився цілком виправданим.
Надалі обрана схема стала звичайною для всіх великих телескопів.
Загалом у конструкції телескопа було застосовано цілу низку новацій.
Загальна маса конструкції телескопа становить близько 850 тонн, а маса рухомої частини — близько 650 тонн.
Головне дзеркало має діаметр 605 см. Його вага становить близько 42 тонн.
Відбиваючу поверхню дзеркала виготовлено з алюмінію, яким дзеркало вкривають у вакуумній камері. Оскільки покриття потрібно поновлювати раз на декілька років, відповідну установку змонтовано безпосередньо в головному куполі обсерваторії.

## Проблеми експлуатації

### Астроклімат
У цілому місце встановлення телескопа було вибрано не дуже вдало: астроклімат дозволяє спостереження менше половини нічного часу. Такий розподіл часу не можна вважати добрим навіть для телескопа середніх розмірів, не кажучи вже про унікальний інструмент, яким є БТА. Щоправда, як з'ясувалося пізніше, іншого місця з принципово кращим астрокліматом в Європейській частині СРСР просто немає.

### Головне дзеркало
Для дзеркала телескопа було відлито три заготовки вагою 70 тонн кожна. Перша з них охолоджувалася протягом дев'яти місяців, але виявилося, що це надто «швидко», внаслідок чого заготовка тріснула.
Другу заготовку охолоджували протягом двох років. Для обробки заготовки та надання їй відповідної форми було витрачено близько 7000 карат алмазів.
Після доставки на телескоп другого дзеркала та його монтажу було виявлено дефекти.
У серпні 1978 року до обсерваторії було доставлено нове дзеркало. Його алюмінували 1979 року та встановили на телескоп.
1985 року на головному дзеркалі було помічено плями. 1990 року зафіксовано їхній розвиток, проте нанесення нового алюмінієвого покриття дозволило їх приховати. 1995 року зафіксовано порушення полірованої поверхні, що вже не приховувалося нанесенням відбиваючого покриття. Аналіз проблеми виявив, що «винним» був технологічний процес алюмування дзеркала. Він передбачав обробку дзеркала азотною кислотою (для нейтралізації лужного розчину), тоді як особливе скло, з якого виготовлено дзеркало, дуже нестійке до дії кислот. Технологічний процес було скориговано, але відновлення полірованої поверхні на місці експлуатації виявилося невдалим. Дзеркало потребувало переполіровки або заміни.

### Система теплозахисту
Систему теплозахисту було побудовано в розрахунку на повільні зміни нічної температури та обмеженість внутрішніх джерел тепла під куполом. Як виявилося, ці умови не виконуються:
- добові та нічні коливання температури були неочікувано великими;
- теплове випромінювання системи наведення й опалюваних помешкань у головній башті перевищували можливості системи охолодження.

Крім того головне дзеркало має велику теплову інерцію (близько трьох діб). У разі зміни його температури понад 2 °C за добу виникає градієнт температури, що призводить до механічних напружень, викривлення форми дзеркала та деградації зображення.

### Система наведення
Конструкція телескопа успішно забезпечувала проектну точність управління телескопом (кілька кутових секунд) попри його великі розміри та масу. Але ця точність виявилася недостатньою для досягнення принципово нових результатів у спостереженнях. Аби забезпечити досягнення теоретичної роздільної здатності телескопа (частки кутової секунди) система наведення має забезпечувати відповідне (на порядок точніше) ведення телескопа.